# Aphrodisium insularis
Aphrodisium insularis är en skalbaggsart som först beskrevs av J. Linsley Gressitt 1936.  Aphrodisium insularis ingår i släktet Aphrodisium och familjen långhorningar.
Artens utbredningsområde är Taiwan. Inga underarter finns listade i Catalogue of Life.